# Гурьевская крепость
Гурьевская крепость — крепость близ устья реки Урал (тогдашнее название Яик), заложенная в 1640 году ярославским купцом Гурием Назарьевым и ставшая основой современного города Атырау (Гурьева).

## Крепость XVI века
Первая попытка России утвердиться на реке Яик (Урал) была предпринята ещё в 1598 году, когда по указу Фёдора Ивановича в устье Яика были посланы несколько воевод, которые использовали для возведения крепости сплавленные по Волге материалы Тетюшской и Арской крепостей. Новый острог был построен, однако вскоре воеводы были вынуждены покинуть город и разрушить его.

## Деревянная крепость 1640 года
В 1640 году здесь появился деревянный острог, называвшийся Усть-Яицким городком. Он был построен близ учуга, который купеческий род Гурьевых (Назарьевых) поставил на реке для крайне прибыльной ловли осетровых. Для охраны нового поселения московское правительство вскоре прислало стрельцов, поскольку появление нового города вызвало недовольство как у казахов и части калмыков, так и у яицких казаков, опасавшихся за свой рыбный промысел. Первое нападение крепость отразила в 1643 году. Впоследствии она была усилена артиллерией и мощным гарнизоном.

## Каменная крепость
Во избежание поджога крепости в 1645 году в Москве было принято решение поставить вместо деревянной каменную крепость, вследствие чего сыну основателя города Михаилу Гурьеву была выдана соответствующая грамота. По ней следовало строить четырёхугольный каменный город (аналогичный Зарайскому кремлю), стены же делать по образцу Астраханского кремля. Длина крепостных стен должна была составлять 400 саженей (840 м), крепость должна была иметь восемь башен, из них две проезжие. Гурьевы строили крепость за свой счёт, однако на время освобождались от налогов и государство обязывалось предоставлять им строителей. Гурьевы вскоре приступили к исполнению, сплавляя необходимые материалы по Волге и Каспийским морем в низовья Урала. Для возведения каменной крепости на месте было поставлено несколько кирпичных заводов, которые, однако, страдали от нападений калмыков. Строительством руководил каменных дел мастер из Астрахани Иван Остриков. Местом для нового города был избран остров в дельте реки, образованный Яиком и двумя его рукавами — Платовой и Быковкой. Новый каменный город, разоривший Гурьевых, был готов к 1662 году. В процессе строительства и после завершения он не раз захватывался казаками, в том числе Степаном Разиным. Впоследствии каменная крепость Гурьева была мощным опорным пунктом Русского государства на юго-восточных рубежах.
Крепость располагалась на большом и очень низком острове и представляла в плане скошенный ромб размером 213х213 м, на углах которого стояли четыре шестигранные башни, а в середине каждой стороны — квадратные. В двух центральных башнях — западной и восточной — находились проездные ворота, на одной из них со стороны Яика была устроена шатровая надвратная церковь Спаса Нерукотворного Образа. Это было самое высокое сооружение крепости высотой около 27,5 м. Высота других башен составляла лишь около 7,5 м. Стены имели два яруса боя — верхний на уровне зубцов и нижний — подошвенный. Периметр стен крепости составлял 998 м. Все казённые, административные и жилые постройки внутри крепости, а также соборная церковь были деревянными.
Крепость была обновлена в 1730-х годах с добавлением куртин и равелинов. В 1773 году во время Пугачёвского восстания немногочисленный гарнизон не смог предотвратить её захват повстанцами и был перебит. Однако в следующем году повстанцы во главе с атаманом Струняшевым, не надеясь удержать город, объявили о капитуляции и сдали ключи от крепости правительственным войскам. В начале 1790-х годов Гурьевскую крепость перестроили, разобрав старые стены, насыпав вал и поставив палисад. В 1810—1815 годах крепость была срыта и упразднена.